# Olari Taal
Olari Taal (* 7. August 1953 in Valga, Estnische SSR) ist ein estnischer Politiker und Unternehmer.

## Leben, Politik und Wirtschaft
Olari Taal machte 1971 sein Abitur in Varstu (Kreis Võru). Er schloss 1976 sein Studium am Tallinner Polytechnischen Institut (Tallinna Polütehniline Instituut) im Fach Maschinenbau ab. Von 1976 bis 1979 war er im sozialistischen Baugewerbe tätig. Von 1985 bis 1992 war Taal Generaldirektor des Wohnungsbaukombinats im südestnischen Tartu.
Von Januar bis Juni 1992 war Taal Bauminister und von Juni bis Oktober 1992 Wirtschaftsminister im Kabinett von Ministerpräsident Tiit Vähi. Von Januar 1998 bis März 1999 war der parteilose Taal Innenminister im Kabinett von Ministerpräsident Mart Siimann.
Neben der Politik hatte Tall zahlreiche Wirtschaftsposten inne. 1992/93 war Taal Gruppenleiter bei der estnischen Zentralbank (Eesti Pank). Von 1993 bis 1997 bekleidete er das Amt des Vorstandsvorsitzenden der estnischen Bank Hoiupank. Von 1999 bis 2001 war Taal Vorstandsvorsitzender des Lebensmittelunternehmens Ösel Foods.
Seit dem Jahr 2001 gehört Olari Taal der Partei Res Publica an, deren Mitbegründer er ist. 2003 wurde er als Abgeordneter in das estnische Parlament (Riigikogu) gewählt. Seit Oktober 2008 ist Taal Aufsichtsratsmitglied des Bauunternehmens Merko Ehitus.

## Privatleben
Olari Taal ist verheiratet. Er hat zwei Söhne und eine Tochter.